# Caleb McLaughlin
Caleb McLaughlin (sinh ngày 13 tháng 10 năm 2001) là một diễn viên và ca sĩ người Mỹ. Cậu bắt đầu sự nghiệp trên sân khấu Broadway trong vai Simba thời nhỏ trong vở nhạc kịch The Lion King. Cậu thủ vai Lucas Sinclair trong loạt phim Stranger Things của Netflix. Năm 2017, McLaughlin xuất hiện trên miniseries The New Edition Story của BET trong vai Ricky Bell thời trẻ. Trước The Lion King, cậu đã từng xuất hiện trong một vở opera có tên là Lost in the Stars ở Cooperstown (miền bắc New York) tại Nhà hát Opera Glimerglass.

## Thời thơ ấu
McLaughlin lớn lên ở Carmel, New York. Cậu học Trường Tiểu học Kent và sau đó học trường cấp hai George Fischer trong một năm. Cậu học nhảy một năm tại trường Happy Feet Dance ở Carmel, New York và sau đó là tại Trường Nghệ thuật Harlem dưới sự dẫn dắt của Aubrey Lynch, nhà sản xuất cũ của Lion King..

## Danh sách phim

### Phim
| Năm  | Tựa đề                          | Vai                         | Ghi chú   |
| ---- | ------------------------------- | --------------------------- | --------- |
| 2012 | Noah Dreams of Origami Fortunes | Noah                        | Phim ngắn |
| 2019 | High Flying Bird                | Darius Eepraiseius calibius |           |
| 2020 | Concrete Cowboys                | Cole                        | Đang quay |

### Truyền hình
| Năm      | Tựa đề                            | Vai                     | Ghi chú                            |
| -------- | --------------------------------- | ----------------------- | ---------------------------------- |
| 2013     | Law & Order: Special Victims Unit | Cậu bé                  | Tập phim: "Born Psychopath"        |
| 2013     | Unforgettable                     | Người anh trai          | Tập phim: "New Hundred"            |
| 2014     | Forever                           | Alejandro               | Tập phim: "The Pugilist Break"     |
| 2015     | What Would You Do?                | Caleb                   | Tập 2                              |
| 2016     | Shades of Blue                    | Jay-Jay                 | 3 tập                              |
| 2016–nay | Stranger Things                   | Lucas Sinclair          | Vai chính                          |
| 2016     | Blue Bloods                       | Tone Lane               | Tập phim: "For the Community"      |
| 2017     | The New Edition Story             | Ricky Bell (tuổi 10-15) | 3 tập                              |
| 2017     | Lip Sync Battle                   | Chính cậu               | Tập: "The Cast of Stranger Things" |
| 2018     | Final Space                       | Young Gary (lồng tiếng) | Tập phim: "Chapter 4"              |
| 2018     | Summer Camp Island                | Hồn ma (lồng tiếng)     | Tập phim: "Ghost the Boy"          |

### Web series
| Năm  | Tựa đề               | Vai       | Ghi chú                                                                |
| ---- | -------------------- | --------- | ---------------------------------------------------------------------- |
| 2019 | Brawl with the Stars | Chính cậu | Tập: "Brawl with the Stars (feat. Finn Wolfhard and Caleb McLaughlin)" |

### Video âm nhạc
| Năm  | Tựa đề                                    | Nghệ sĩ      | Ghi chú |
| ---- | ----------------------------------------- | ------------ | ------- |
| 2017 | Jimmy Fallon's Golden Globes 2017 Opening | Jimmy Fallon |         |
| 2017 | Santa's Coming For Us                     | Sia          |         |

### Sân khấu
| Năm     | Tựa đề        | Vai            | Nơi diễn                   |
| ------- | ------------- | -------------- | -------------------------- |
| 2012–14 | The Lion King | Simba thời nhỏ | Minskoff Theatre, Broadway |

## Giải thưởng và đề cử
| Năm  | Giải                                          | Hạng mục                                                                                 | Dành cho        | Kết quả   | Tham khảo |
| ---- | --------------------------------------------- | ---------------------------------------------------------------------------------------- | --------------- | --------- | --------- |
| 2017 | Young Artist Awards                           | Best Performance in a Digital TV Series or Film – Teen Actor                             | Stranger Things | Đề cử     | [ 10 ]    |
| 2017 | Giải thưởng của Nghiệp đoàn Diễn viên Màn ảnh | Outstanding Performance by an Ensemble in a Drama Series                                 | Stranger Things | Đoạt giải | [ 11 ]    |
| 2017 | BET Awards                                    | YoungStars Award                                                                         | Stranger Things | Đề cử     | [ 12 ]    |
| 2018 | NAACP Image Awards                            | Outstanding Performance by a Youth (Series, Special, Television Movie or Limited Series) | Stranger Things | Đoạt giải | [ 13 ]    |
| 2018 | Giải thưởng của Nghiệp đoàn Diễn viên Màn ảnh | Outstanding Performance by an Ensemble in a Drama Series                                 | Stranger Things | Đề cử     | [ 14 ]    |
| 2018 | Giải Điện ảnh của MTV                         | Best On-Screen Team (với Gaten Matarazzo, Finn Wolfhard, Noah Schnapp và Sadie Sink)     | Stranger Things | Đề cử     | [ 15 ]    |
| 2019 | Nickelodeon Kids' Choice Awards               | Favorite Male TV Star                                                                    | Stranger Things | Đề cử     | [ 16 ]    |
| 2019 | Teen Choice Awards                            | Choice Summer TV Actor                                                                   | Stranger Things | Đề cử     | [ 17 ]    |